# Represa de Chavantes

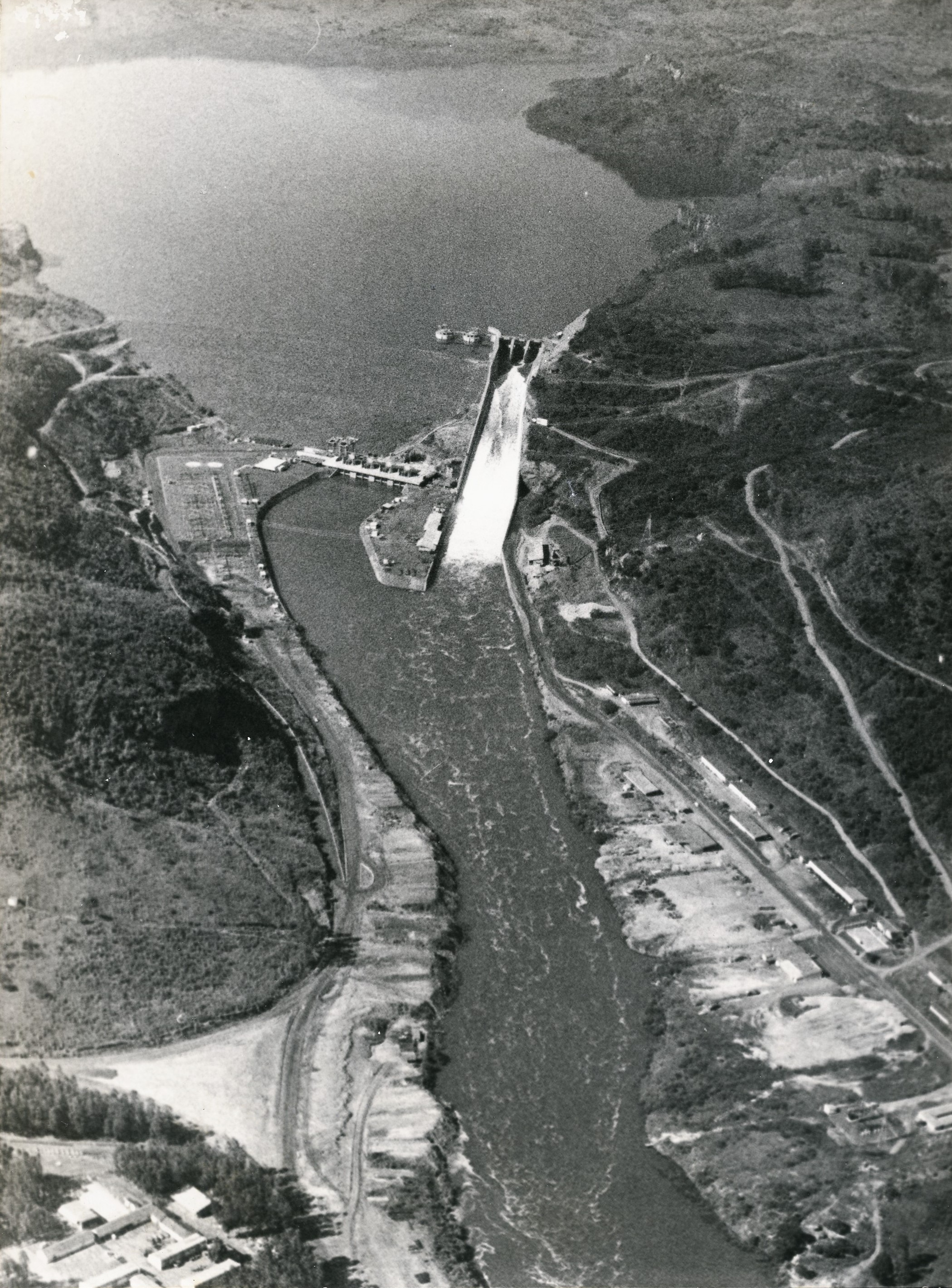
Represa de Chavantes vista desde el aire

La represa de Chavantes, está situada sobre el río Paranapanema, entre los municipios de Chavantes, estado de São Paulo y Ribeirāo Claro, estado de Paraná, Brasil.
La presa fue inaugurada en 1971, constituye uno de los aprovechamientos hidroeléctricos más significativos del río Paranapanema. Posee 4 turbinas tipo Francis con una potencia total instalada de 414 MW y su embalse ocupa alrededor de 400 km² sobre los valles de los ríos Paranapanema e Itararé.